# Strade Bianche femminile 2016
La Strade Bianche femminile 2016, seconda edizione della corsa e valida come prima prova dell'UCI Women's World Tour 2016, si svolse il 5 marzo 2016 su un percorso di 121 km. La vittoria fu appannaggio della britannica Elizabeth Armitstead, che completò il percorso in 3h30'13", precedendo la polacca Katarzyna Niewiadoma e la svedese Emma Johansson.
Sul traguardo di Siena 59 cicliste, su 134 partite dalla medesima località, portarono a termine la competizione.

## Percorso
Il percorso dell'edizione 2016 si è sviluppato su una lunghezza di 121 km ed è partito e arrivato a Siena. Sul percorso, interamente pianeggiante, si sono incontrati 22,4 km di strade bianche, suddivisi in 7 cosiddetti settori, ciascuno caratterizzato da differente lunghezza e difficoltà (cinque stelle per i tratti più difficoltosi). La corsa si conclude sulla famosa Piazza del Campo a Siena, dopo la salita, in lastricato, di Via Santa Caterina, nel cuore della città medievale, con pendenze massime fino al 16%.
Settori in strade bianche
| Settore Numero | Nome                  | Chilometro | Lunghezza (m) | Categoria     |
| -------------- | --------------------- | ---------- | ------------- | ------------- |
| 1              | Vidritta              | 11,1       | 2100          | *             |
| 2              | Murlo                 | 39,8       | 5500          | *             |
| 3              | San Martino in Grania | 59,7       | 9500          | * · * · *     |
| 4              | Guistrigona           | 85,7       | 5500          | *             |
| 5              | Monteaperti           | 97,3       | 800           | *             |
| 6              | Colle Pinzuto         | 102,9      | 2400          | * · * · * · * |
| 7              | Le Tolfe              | 107,8      | 1100          | * · * · *     |

## Squadre e corridori partecipanti
Partecipano alla corsa 23 formazioni UCI Women's.
| N.      | Cod. | Squadra                        |
| ------- | ---- | ------------------------------ |
| 1-6     | DLT  | Boels-Dolmans Cycling Team     |
| 11-16   | ALE  | ALÉ-Cipollini                  |
| 21-26   | VAI  | Aromitalia-Vaiano              |
| 31-36   | ASA  | Astana Women's Team            |
| 41-46   | BPK  | BePink                         |
| 51-56   | BTC  | BTC City Ljubljana             |
| 61-66   | LPR  | Canyon-SRAM Racing             |
| 71-76   | CBT  | Cervélo-Bigla Pro Cycling Team |
| 81-86   | CPC  | Cylance Pro Cycling            |
| 91-96   | HPU  | Hitec Products                 |
| 101-106 | ISG  | Inpa-Bianchi                   |
| 112-116 | LZE  | Lensworld-Zannata              |

| N.      | Cod. | Squadra                          |
| ------- | ---- | -------------------------------- |
| 121-126 | LBL  | Lotto-Soudal Ladies              |
| 131-134 | OGE  | Orica-AIS                        |
| 141-146 | PHV  | Parkhotel Valkenburg Continental |
| 151-156 | FUT  | Poitou-Charentes.Futuroscope.86  |
| 161-166 | RBW  | Rabo-Liv Women Cycling Team      |
| 171-176 | MIC  | SC Michela Fanini-Rox            |
| 181-186 | SEF  | Servetto-Footon                  |
| 191-196 | TLP  | Team Liv-Plantur                 |
| 201-206 | TIB  | Team Tibco-Silicon Valley Bank   |
| 211-216 | TOP  | Top Girls Fassa Bortolo          |
| 221-226 | WHT  | Wiggle-High5                     |

## Resoconto degli eventi
Il primo attacco di giornata avviene nel terzo tratto di strade bianche (San Martino in Grania) ed è ad opera di Nikki Harris. All'interno del gruppo inizia la selezione. A quaranta chilometri dal traguardo, la britannica ha ancora trenta secondi di vantaggio sulla prima inseguitrice (Lucinda Brand) e cinquantatré su un gruppo di otto inseguirici. Nel tratto fra Guistrigona e Monteaperti le inseguitrici riescono a rientrare sulla testa della corsa. A 30 chilometri dal traguardo, vi è l'attacco congiunto di Anna van der Breggen e Katarzyna Niewiadoma, entrambe della formazione Rabo-Liv. Elizabeth Armitstead e Emma Johansson sono le uniche 2 a reagire; si forma un quartetto e qui la britannica esegue 2 accelerazioni, sulla strappo di Siena, e l'ultima progressione risulta essere decisiva.

## Ordine d'arrivo (Top 10)
| Pos. | Corridore            | Squadra        | Tempo    |
| ---- | -------------------- | -------------- | -------- |
| 1    | Elizabeth Armitstead | Boels-Dolm.    | 3h30'13" |
| 2    | Katarzyna Niewiadoma | Rabo-Liv       | a 3"     |
| 3    | Emma Johansson       | Wiggle-High5   | a 13"    |
| 4    | Elisa Longo Borghini | Wiggle-High5   | a 1'04"  |
| 5    | Anna van der Breggen | Rabo-Liv       | a 1'07"  |
| 6    | Megan Guarnier       | Boels-Dolmans  | s.t.     |
| 7    | Annemiek van Vleuten | Orica-AIS      | a 1'13"  |
| 8    | Claudia Lichtenberg  | Lotto-Soudal   | a 1'17"  |
| 9    | Lauren Kitchen       | Hitec Products | s.t.     |
| 10   | Leah Kirchmann       | Liv-Plantur    | a 1'21"  |